# Paul Schröder (Politiker, 1875)
Paul Friedrich August Karl Schröder, auch  Paul Schroeder (* 9. August 1875 in Stolpe; † 2. August 1932 in Rostock) war ein deutscher Pädagoge und Politiker (SPD).

## Leben und Beruf
Paul Schröder wurde am 9. August 1875 als Sohn eines Kleinhändlers in Stolpe geboren. Nach dem Besuch der Volksschule in seiner Heimatgemeinde absolvierte er von 1897 bis 1899 das Lehrerseminar in Neukloster. Er arbeitete von 1899 bis 1900 als Volksschullehrer in Pampow, von 1900 bis 1902 in Wustrow und schließlich bis 1919 in Rostock. Nach seiner Pensionierung 1929 war er als Privatlehrer in Rostock tätig. Am 2. August 1932 beging Paul Schröder, offenbar bedingt durch seine fortschreitende Zuckererkrankung, Selbstmord.
Paul Schröder blieb bis zu seinem Tode unverheiratet.

## Politik
Schröder war von 1911 bis 1918 Mitglied der Rostocker Bürgervertretung. Er trat 1918 in die SPD ein und wurde 1919 in die Rostocker Stadtverordnetenversammlung gewählt, der er zunächst bis 1927 und dann noch einmal von 1930 bis 1932 angehörte. Von 1920 bis 1932 war er Abgeordneter des Landtages des Freistaates Mecklenburg-Schwerin. 1923/24 amtierte er als Präsident und von 1924 bis 1926 als Vizepräsident des Landtages.
Schröder war von 1919 bis 1925 besoldeter Stadtrat in Rostock. Vom 8. Juli 1926 bis zum 9. Juli 1929 amtierte er als Ministerpräsident des Freistaates Mecklenburg-Schwerin. Gleichzeitig übernahm er die Leitung der Ministerien für Äußeres und Inneres.